# Sony Ericsson W880i

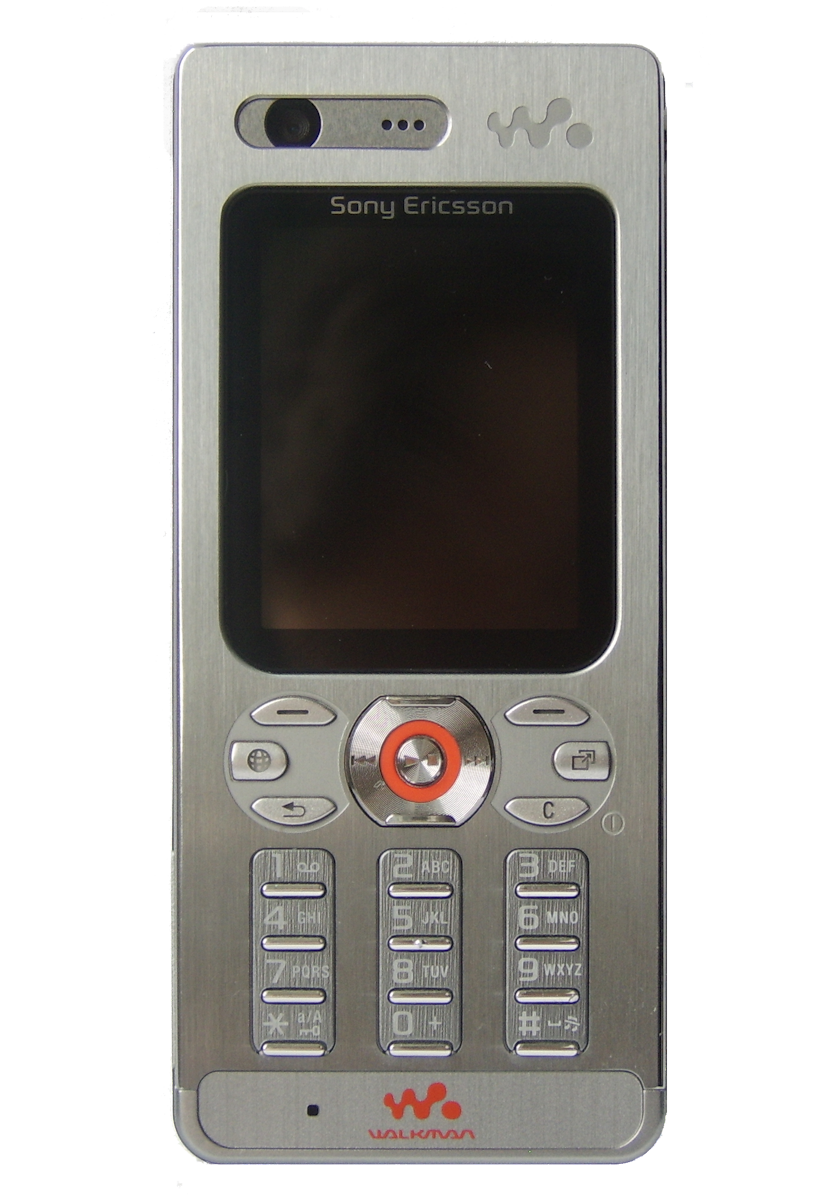
Sony Ericsson W880i

Sony Ericsson W880i patří mezi nejtenčí mobilní telefony tohoto výrobce. Telefon se prodává ve dvou barevných variantách (černá-oranžová;stříbrná-černá). V Česku může být pořízen u každého operátora, nepočítáme-li nováčka jménem u-fone.
Umí přehrávat soubory typu: .jar .mp3 .wma .amr .mid (midi) .3gp atd.